# Tiphia capillata
Tiphia capillata (лат.) — вид ос рода Tiphia из семейства Tiphiidae (Hymenoptera). Индия. 

## Описание
Жалящие перепончатокрылые. Длина тела около 5 мм. Мандибула без преапикального зубца; дорсальная сторона пронотума без поперечного киля; латеральная сторона пронотума без трансдискальной бороздки; задняя сторона проподеума без срединного киля; наличник, усиковые сегменты, бёдра, голени и лапки оранжево-коричневые; тегула полупрозрачно-оранжевая; маргинальная ячейка переднего крыла с направленной наружу прямой шпорой; задний базитарзус без бороздки. Личинки предположительно, как и близкие виды, паразитируют на пластинчатоусых жуках (Scarabaeidae, Rutelidae, Cetoniinae). Вид был впервые описан в 1930 году американским энтомологом Гарри Виллисом Алленом (1892—1981) и Jaynes H. A., а его валидный статус подтверждён в 2022 году.